# Mercedes-Benz M127
Il Mercedes-Benz M127 era una piccola famiglia di motori a scoppio prodotti dal 1958 al 1967 dalla Casa automobilistica tedesca Mercedes-Benz.

## Profilo e caratteristiche

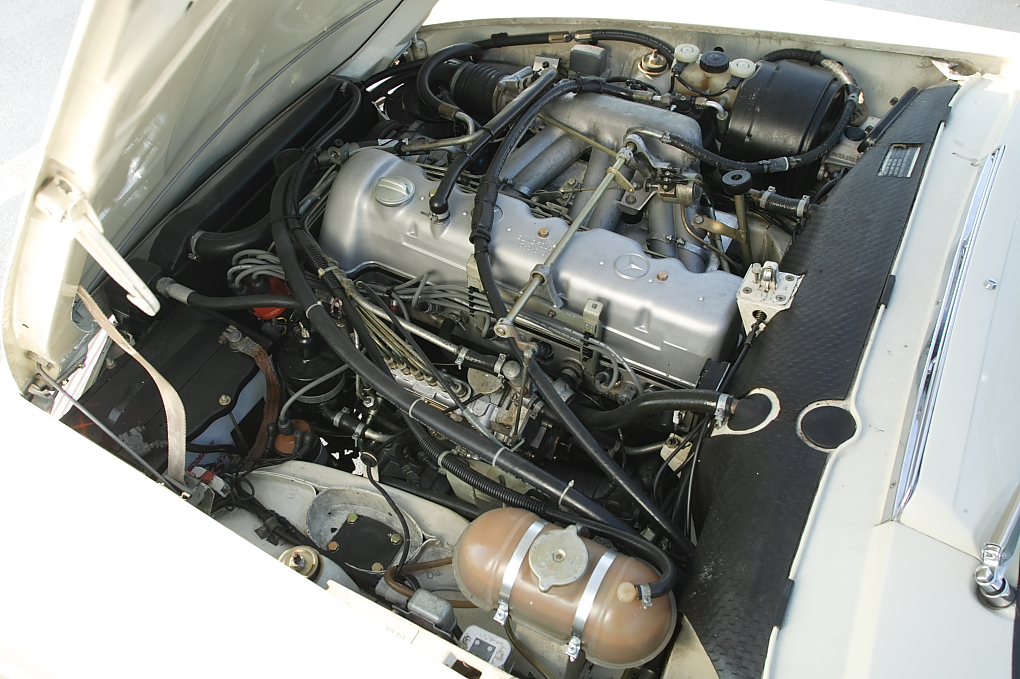
Vista del 2.3 M127

I motori M127 derivano direttamente dai motori M180, dei quali rappresentano in pratica la versione ad iniezione, mentre gli M180 conservavano ancora la tradizionale alimentazione a carburatore.

Parallelamente ai motori M180, i primi M127 erano delle unità da 2.2 litri. Solo qualche anno dopo, nel 1963, gli M127 si sono evoluti passando a 2.3 litri. A loro volta, nel 1965, gli M180 avrebbero ripreso il monoblocco dei nuovi M127 per divenire anch'essi dei 2.3.

I parallelismi con i motori M180, in sostanza, finiscono qui. Infatti, mentre in seguito gli M180 si sarebbero ulteriormente evoluti proponendo un nuovo 2.3, gli M127 non sarebbero andati oltre, poiché sarebbero stati soppiantati in seguito da altre unità motrici.

Sono esistite quindi due sole versioni dei motori M127, una da 2.2 e l'altra da 2.3 litri. Le caratteristiche che accomunano queste due versioni sono:
- architettura a 6 cilindri in linea;
- basamento in ghisa;
- testata in lega di alluminio;
- monoblocco di tipo superquadro;
- distribuzione ad un asse a camme in testa;
- testata a due valvole per cilindro;
- alimentazione ad iniezione meccanica Bosch;
- albero a gomiti su 4 supporti di banco.

Di seguito vengono illustrate più in dettaglio le due versioni della famiglia di motori M127.

### Versione da 2.2 litri
La versione da 2.2 litri riprende le dimensioni del corrispondente 2.2 M180 a carburatore. Vengono mantenute quindi le stesse misure di alesaggio, corsa e cilindrata.

In sostanza, le caratteristiche generali del 2.2 M127 sono:
- alesaggio e corsa: 80x72.8 mm;
- cilindrata: 2195 cm³;
- rapporto di compressione: 8.7:1;
- pompa di iniezione a due pistoncini;
- potenza massima: 115 CV a 4800 giri/min (120 CV a partire dall'agosto 1959);
- coppia massima: 186 Nm a 3800 giri/min (189 N·m a 3900 giri/min a partire dall'agosto 1959);
- applicazioni:
  - Mercedes-Benz 220SE W128 berlina (1958-59);
  - Mercedes-Benz 220SE Coupé/Cabriolet W128 (1958-60);
  - Mercedes-Benz 220SEb W111 (1959-65);
  - Mercedes-Benz 220SEb Coupé W111 (1961-65);
  - Mercedes-Benz 220SEb Cabriolet W111 (1961-65).

### Versione da 2.3 litri
Nel 1963 il 2.2 litri M127 viene sottoposto ad un'operazione di rialesatura. Il diametro dei cilindri viene fatto passare da 80 ad 82 mm, con conseguente aumento della cilindrata da 2195 a 2306 cc. Le caratteristiche del nuovo motore (siglato M127 II o M127.981) sono le seguenti:
- alesaggio e corsa: 82x72.8 mm;
- cilindrata: 2306 cc;
- pompa di iniezione a 6 pistoncini;
- rapporto di compressione: 9.3:1;
- potenza massima: 150 CV a 5500 giri/min;
- coppia massima: 196 N·m a 4200 giri/min;
- applicazioni: Mercedes-Benz 230 SL "Pagoda" (1963-67).